# Hélène Picard
Hélène Picard, nombre de casada de Hélène Dumarc (Francia; 1 de octubre de 1873-1 de febrero de 1945), fue una poeta francesa.

## Biografía
Al escribir “mi admirable Hélène, un poco azul para su cuarto para soñar con mi tierna y profunda amistad” sobre un ejemplar de La Gata, Colette deja entrever la profundidad de la relación que existía entre ambas autores. “Ya no sé de qué año data nuestra amistad. Me acuerdo de que Hélène Picard, separada de su marido, –– antiguo poeta  –– llegaba a París” (Colette, La estrella Vesper). 
Hélène Dumarc, tolosana, se casa en 1898 con Jean Picard, subprefecto en Privas que la anima en sus comienzos como escritora (nota por Alphonse Séché). Su primera obra fue La feuille morte que pertenece a su primer poemario L'instant éternel. Después de los comienzos idílicos, cuya poesía de Hélène se hace el eco al Himno al bien-amado, la pareja empieza a entenderse mal debido a la imposibilidad de concebir un hijo.  
Hélène cosecha un gran triunfo en los Juegos Florales de 1898 y 1900, dónde recibe el premio Archon-Despérouses de la Academia Francesa. 
Hélène conoce a Francis Carco, del cual se enamora de forma apasionada enamorada. Muere en febrero de 1945.